# Ducados lombardos
Los Ducados lombardos fueron las principales organizaciones políticas creadas por los lombardos en Italia.

## Historia

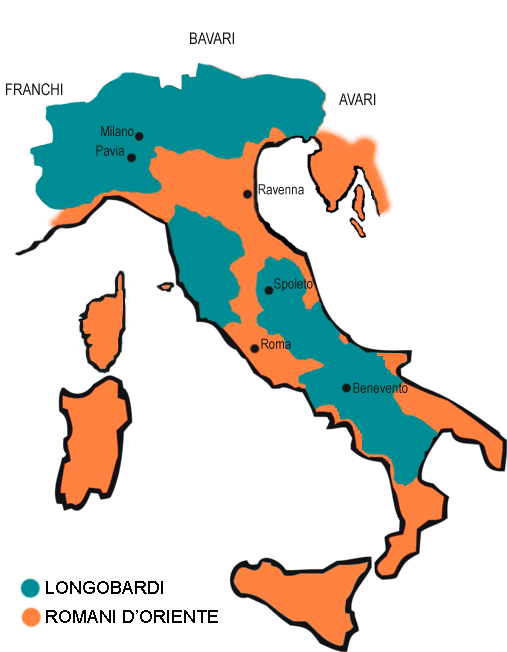
Italia en el reinado de Alboino (572).

Después de la invasión encabezada por Alboino en 568, el territorio conquistado se dividió de acuerdo con el personal militar asignado y sobre todo a aquellos que, entre los nobles lombardos, se habían distinguido en combate: los duques. La figura no era nueva y estaba vinculada a la fara, unidad básica social y de estructura militar de los Lombardos, pero que después de ser implantada en Italia asumió nuevas funciones.
El primer ducado en formarse fue, ya en tiempo de la conquista (569), el Ducado de Friuli, encomendado por Alboino a Gisulfo. Particular relevancia histórica tuvieron dos ducados erigido en el centro de la Italia meridional (la Langobardia Menor), el Ducado de Spoleto y el Ducado de Benevento, que gozaron a menudo una amplia autonomía dentro del reino lombardo.
El conjunto del territorio lombardo fue dividido en 36 ducados, cuyos dirigentes se instalaron en las principales ciudades. El rey reinaba sobre ellos y administraba la tierra a través de emisarios llamados «Gastaldi». Esta subdivisión, sin embargo, junto con el independiente indocilidad de los ducados, privó al reino de unidad, resultando débil en comparación con los bizantinos, sobre todo después de que comenzaron a recuperarse de la invasión inicial. Esta debilidad se hizo aún más evidente cuando los lombardos tuvieron que hacer frente al creciente poder de los francos. En respuesta a este problema, los reyes trataron de centralizar el poder con el tiempo, pero perdieron en el intento el control de Spoleto y Benevento definitivamente.
En los primeros años de dominio lombardo en Italia, los ducados se rigieron de forma independiente durante una década, en la que no hubo ningún rey (Periodo de los duques, 574-584). Más tarde, ante la ineficiencia y la peligrosa debilidad militar de esa fragmentación, los duques volvieron a elegir a un rey (Autario), pero las relaciones entre el poder central y los ducados siempre fueron débiles. Sólo con el tiempo la centralización regional del poder, al menos en la Langobardia Maior(centro-norte de Italia), tuvo lo mejor en el particularismo de los ducados.
El ducado representó para varios nobles lombardos una especie de "plataforma de lanzamiento" hacia el trono de Pavía (entre los muchos ejemplos, destacan los más grandes soberanos lombardos: Autario, Agilulfo, Rotario, Grimoaldo, Rachis, Astolfo, Desiderio). No siempre, sin embargo, el golpe fue un éxito, y el intento de usurpación culminaba con la muerte de los duques rebeldes (Alahis, Rotarit).
Los ducados lombardos, tanto en la Langobardia Major como en Langobardia Menor, no se abolieron tras la caída del reino (774), pero se incorporaron al Sacro Imperio Romano. La única excepción fue el Ducado de Benevento, que fue pronto elevado al rango del Principado (luego debilitado por las sucesiones dinásticas), conservó su autonomía y jugó un papel político importante hasta la llegada de los Normandos (siglo XI).

## Lista de los ducados lombardos
- Langobardia major

- Ducado de Friuli
- Ducado de Milán (Lombardo)
- Ducado de Mantua
- Ducado de Persicleto
- Ducado de Ivrea
- Ducado de Aosta (Lombardo)
- Ducado de Liguria
- Ducado de Ceneda
- Ducado de Treviso
- Ducado de Vicenza
- Ducado de Verona
- Ducado de Trento
- Ducado de Parma
- Ducado de Reggio
- Ducado de Piacenza
- Ducado de Brescia
- Ducado de Bergamo
- Ducado de San Giulio
- Ducado de Pavia
- Ducado de Turín
- Ducado de Asti
- Ducado de Tuscia

- Langobardia minor

- Ducado de Spoleto
- Ducado de Benevento, después

- Principado de Benevento (año 774)
- Principado de Capua (año 900, primero como condado independiente de Salerno hacia 860)
- Principado de Salerno (año 849)